# Dan Kaufman
Dan Kaufman ist ein Spezialeffektkünstler, der 2010 für den Film District 9 in der Kategorie Beste visuelle Effekte für den Oscar nominiert wurde.

## Leben
Er wuchs in Newport Beach, Kalifornien auf und hat Informatik und Elektrotechnik an der University of California, Berkeley studiert. Bereits während seines Studiums arbeitete er als Entwickler von grafischen Benutzeroberflächen für Software von Commodore 64 Computern. Danach arbeitete er beim Computerspiel-Entwickler und Publisher Spectrum HoloByte als Programmierer und Projektmanager. Danach folgte eine Anstellung bei der Softwarefirma Pacific Interactive.
Durch die Frau von Richard Hollander, dem Gründer des Visual Effects-Firma VFIX kam er zu seiner ersten Arbeitsstelle im Bereich Filmanimation. Er blieb bis 1996 bei VFIX und arbeitete in der Zeit an Filmen wie Outbreak – Lautlose Killer, Power Rangers – Der Film, Operation: Broken Arrow und der Fernsehserie The Shining. Er ging für einige Monate nach Australien, um an dem Thriller Dark City zu arbeiten. Nach seiner Rückkehr nach Los Angeles arbeitete er für verschiedene Visual-Effects Unternehmen wie Cinesite, Digital Domain, und Sony Pictures Imageworks. 2002 ging er schließlich zu CIS Hollywood, für die er als Leiter für Digitaleffekte an Filmen wie Matrix Revolutions, The Core – Der innere Kern und X-Men: Der letzte Widerstand. 2009 ging er als Leiter für visuelle Effekte zu Image Engine, um an dem Science-Fiction-Film District 9 zu arbeiten. Zusammen mit Peter Muyzers, Robert Habros und Matt Aitken war er für diesen Film für den Oscar in der Kategorie Beste visuelle Effekte nominiert.

## Filmografie
- 1995: Outbreak – Lautlose Killer (Outbreak)
- 1995: Power Rangers – Der Film (Mighty Morphin Power Rangers: The Movie)
- 1996: Mission: Rohr frei! (Down Periscope)
- 1996: Operation: Broken Arrow (Broken Arrow)
- 1997: The Shining (3 Folgen)
- 1997: Das Relikt (The Relic)
- 1998: Dark City
- 1999: End of Days – Nacht ohne Morgen (End of Days)
- 1999: The Astronaut’s Wife – Das Böse hat ein neues Gesicht
- 1999: Virus – Schiff ohne Wiederkehr (Virus)
- 2000: Cast Away – Verschollen (Cast Away)
- 2000: Schatten der Wahrheit (What Lies Beneath)
- 2000: Supernova
- 2001: Stormrider
- 2002: Stuart Little 2
- 2003: Matrix Revolutions (The Matrix Revolutions)
- 2003: Scary Movie 3
- 2003: The Core – Der innere Kern (The Core)
- 2003: Die Geistervilla (The Haunted Mansion)
- 2005: Formosa
- 2006: Sie waren Helden (We Are Marshall)
- 2006: Smokin’ Aces
- 2006: X-Men: Der letzte Widerstand (X-Men: The Last Stand)
- 2006: Poseidon
- 2007: Ocean’s 13
- 2008: The Express
- 2008: Ein verlockendes Spiel (Leatherheads)
- 2009: District 9
- 2011: In Time – Deine Zeit läuft ab (In Time)